# Wülknitz
Wülknitz é um município da Alemanha, situado no distrito de Meißen, no estado da Saxônia. Tem 27,77 km² de área, e sua população em 2019 foi estimada em 1.730 habitantes.